# Karl Hermann Zahn
Karl Hermann Zahn (ur. 3 grudnia 1865 w Baierthal, zm. 8 lutego 1940 w Haigerloch) – niemiecki botanik (hieracjolog).

## Życiorys
Urodził się w Baierthal koło Wiesloch. Studiował na Karlsruher Institut für Technologie. W latach 1891–1931 nauczał (od 1923 jako profesor) geometrii, chemii i nauki o materiałach budowlanych na Hochschule Karlsruhe – Technik und Wirtschaft. Był autorem dwóch podręczników dla studentów tej uczelni.
W 1894 ożenił się z Kreszentią z domu Zeiser, z którą miał córkę Elsę i syna Konrada.

## Prace naukowe
Jednocześnie prowadził badania botaniczne, zajmując się przede wszystkim mikrotaksonomią jastrzębców (Hieracium), na których temat opublikował 57 prac naukowych. Opracował między innymi jastrzębce:
- Szwajcarii[3];
- francuskiego departamentu Alpes-Maritimes[4];
- całego świata dla wydawnictwa Pflanzenreich pod redakcją Adolfa Englera (576 gatunków z ok. 4000 podgatunkami[2]);
- Europy Środkowej dla Illustrierte Flora von Mitteleuropa[5];
- Tatr[6];
- oraz Europy Środkowej (bardziej szczegółowo, 1922–1938) dla Synopsis der mitteleuropäischen Flora pod redakcją Paula Aschersona i Paula Graebnera[7] – trzy tomy, zawierające opisy 583 gatunków z 5326 podgatunkami, z czego 165 gatunków i 1904 podgatunki dziś zalicza się do rodzaju kosmaczek (Pilosella), ówcześnie wyróżnianego w randze podrodzaju[2].

Wydał również wydawnictwo eksykatowe Hieraciotheca Europaea (dziewięć centurii, 1906–1914).
W swoich badaniach hieracjologicznych przyjął zasadę opisywania mikrogatunków jastrzębców w randze podgatunków i grupowania ich w obrębie większych taksonów, zwanych przezeń gatunkami głównymi (species principales, Hauptarten) i gatunkami pośrednimi (species intermediae, Zwischenarten). Podejście takie zwane jest szkołą środkowoeuropejską; według tej zasady opracowano jastrzębce dla Flory polskiej. Temu podejściu przeciwstawia się tzw. szkoła skandynawska, według zasad której wszystkie mikrogatunki opisuje się w randze gatunków, grupując je jedynie w sekcje.
Zielnik jastrzębców Zahna, liczący około 25000 arkuszy (w tym około 2800 typów opisanych przezeń taksonów), w 1941 zakupiło (od córki uczonego) muzeum botaniczne w Berlinie-Dahlem. Zbiory te uległy zniszczeniu w czasie II Wojny Światowej, według niektórych źródeł w czasie bombardowania Berlina i pożaru w 1943, według innych źródeł w 1945 w Eberswalde. W późniejszych latach odnalazły się drobne części zbiorów jastrzębców Zahna, natomiast jego zielnik ogólny znajduje się w Genewie.

## Wybrane publikacje
- Die Hieracien der Schweiz (1906)[3]
- Hieracia caucasica nouveaux ou moins connus de l’herbier du Jardin Botanique de Tiflis (1908, 1912, 1913)[2][12]
- Les Hieracium des Alpes maritimes (1916)[4]
- IV-280. Compositae – Hieracium [w:] Das Pflanzenreich. Regni vegetabilis Conspectus:
  - Zeszyt 75: Sect. I. Glauca – Sect. VII. Vulgata (1921)
  - Zeszyt 76: Sect. VII. Vulgata – Sect. X. Pannosa (1921)
  - Zeszyt 77:  Sect. X. Pannosa – Sect. XVI. Tridentata (1921)
  - Zeszyt 79: Sect. XVI. Tridentata – Sect. XXXIX. Mandonia (1922)
  - Zeszyt 82: Sect. XL. Pilosellina – Sect. XLVIII. Praealtina (1923)

## Upamiętnienie
Na cześć K. H. Zahna nazwano kilka gatunków roślin, na przykład turzycę Carex x zahnii Kneuck. oraz komosę Chenopodium × zahnii Murr (= C. album x C. ficifolium). W rodzinnym Baiertal na jego cześć nazwano ulicę.